# Нонпарель
Нонпарель (1/8 квадрата) (від фр. nonpareil — незрівнянний) — друкарський шрифт, кегель якого становить 6 пунктів (приблизно 2,26 мм).

Для вимірювання кегля шрифтів, формату рядків, ширини проміжних матеріалів тощо використовували типометричну лінійку (рядкомір).
Шрифт кегля 6 пунктів застосовують у виданнях, не призначених для суцільного читання: довідкова література, підписи під малюнками, бібліографія, невеликі тексти довідкового характеру, таблиці тощо.